# Andō Morinari
Andō Morinari (安藤 守就?; 1503 – 27 luglio 1582) conosciuto anche come Andō Michitari (半兵衛?), fu un samurai del periodo Sengoku.
Fu uno dei servitori più importanti di Saitō Dōsan dopo che ebbe rovesciato Toki Yorinari (governatore della provincia di Mino) e divenne daimyō della provincia.

## Biografia
Morinari faceva parte del cosiddetto "Triumvirato di Mino" (西美濃三人衆?, Nishi Mino Sanninshū) assieme a Inaba Yoshimichi e Ujiie Naotomo. Nel 1567 furono tutti d'accordo a unirsi a Oda Nobunaga..
Combatté nell'assedio di Inabayama (1567), nella battaglia di Anegawa (1570) e nella guerra di Ishiyama Hongan-ji. Fu destituito da Nobunaga per i suoi fallimenti durante la campagna di Hongan-ji nel 1580.
Dopo la morte di Nobunaga nel 1582 si riorganizzò e catturò assieme al figlio un castello nel nord della provincia di Mino ma fu sconfitto da Inaba Yoshimichi e commise seppuku.